# Давід Мартінес Моралес
Давід Еммануель Мартінес Моралес (ісп. David Emmanuel Martínez Morales; нар. 7 лютого 2006) — венесуельський футболіст, вінгер клубу «Лос-Анджелес» та збірної Венесуели.

## Клубна кар'єра
Вихованець клубу «Монагас». 22 лютого 2022 року дебютував за клуб у Кубку Лібертадорес у матчі проти чилійського «Евертона» (Вінья-дель-Мар). Через чотири дні дебютував у венесуельській Прімері в матчі проти « Мінерос Гуаяна». 8 квітня 2022 року забив свій перший гол за «Монагас» у матчі проти «Сулії». 11 жовтня 2023 року англійська газета The Guardian назвала його одним із найкращих гравців світу, народжених у 2006 році. Загалом за 2 сезони провів за рідний клуб 39 ігор в усіх турнірах і забив 6 голів.
1 лютого 2024 року перейшов у американський клуб «Лос-Анджелес», підписавши контракт до кінця сезону 2027 з опцією продовження на один рік. У MLS Давід дебютував 2 березня 2024 року в матчі проти «Реал Солт-Лейк», вийшовши на заміну у другому таймі замість Крістіана Олівери. Того ж року Мартінес виграв свій перший трофей, здобувши Відкритий кубок США імені Ламара Ганта.

## Кар'єра у збірній
У січні та лютому 2023 року у складі молодіжної збірної Венесуели до 20 років зіграв на молодіжному чемпіонаті Південної Америки, який пройшов у Колумбії. На турнірі Мартінес взяв участь у 8 матчах, посівши 5 місце на турнірі.
У березні та квітні 2023 року у складі юнацької збірної Венесуели до 17 років зіграв на юнацькому чемпіонаті Південної Америки, який пройшов в Еквадорі. Тут Мартінес був одним із лідерів, забивши 4 голи у 8 іграх і допоміг команді посісти 4 місце та кваліфікуватись на юнацький чемпіонат світу. Там Давід забив гол у першому ж матчі проти Нової Зеландії та загалом зіграв три матчі, дійшовши до з командою 1/8 фіналу, де вони програли Аргентині.
У січні 2024 року, у віці 17 років, його викликали до олімпійської збірної Венесуели до 23 років, яка брала участь у Передолімпійському турнірі, що проходив у Венесуелі. На цьому турнірі він зіграв 7 матчів, віддав три результативні передачі, а його команда вийшла до фінального раунду, але не змогла забезпечити собі місце на Олімпійських іграх, посівши четверте місце в турнірі.
18 червня 2023 року дебютував за національну збірну Венесуели в товариському матчі проти збірної Гватемали.

## Досягнення
- Володар Відкритого кубка США: 2024[14]